# Peter Kær
Peter Kær, född 15 januari 1961 i Köpenhamn, är en dansk konsthistoriker, radio och TV-programledare, journalist och komiker. Peter Kærs första stora genombrott var inom populära danska TV-program som Hvem vil være millionær, Mandagschancen, Aftenshowen, och Hit med sangen. Kær var även redaktör, skådespelare och författare för Søndagssatiren på Danmarks Radio P3.